# Teleostomi
Clade
Classes de rang inférieur
- Osteichthyes (ou Euteleostomi)
  - Actinopterygii
  - Sarcopterygii (avec les tétrapodes)
- † Acanthodii *

Les téléostomiens ou téléostomes (Teleostomi) forment un taxon obsolète de vertébré à mâchoires qui devrait supposément contenir les acanthodiens (éteints) et les ostéichthyens (dont les tétrapodes) à cause des squelettes osseux. Cependant les acanthodiens se sont révélés être paraphylétiques car ancestral aux poissons cartilagineux, ce qui fait que ce taxon est polyphylétique
.

## Systématique
- Clade Teleostomi
  - Classe † Acanthodii *
  - Super-classe Osteichthyes (Euteleostomi)
    - Classe Actinopterygii
    - Classe Sarcopterygii (dont les tétrapodes)

## Caractéristiques
Les téléostomiens possèdent, contrairement aux Chondrichtyens, les caractéristiques suivantes :
- Bouche en position terminale ;
- Région de l'oreille à trois otolithes ;
- Crâne à base en forme de flèche.